# Словенська Бистриця (община)
Община Словенська Бистриця (словен. Občina Slovenska Bistrica) — одна з общин Словенії. Адміністративним центром є місто Словенська Бистриця.
В економіці домінує обробна промисловість, община може похвалитися безліччю культурних та природних пам'яток.

## Населення
У 2011 році в общині проживало 25043 осіб, 12428 чоловіків і 12615 жінок. Чисельність економічно активного населення (за місцем проживання), 10117 осіб. Середня щомісячна чиста заробітна плата одного працівника (EUR), 930,33 (в середньому по Словенії 987.39). Приблизно кожен другий житель у громаді має автомобіль (54 автомобілі на 100 жителів). Середній вік жителів склав 40,6 роки (в середньому по Словенії 41.8). 